# Organização para a Libertação da Palestina
A Organização para a Libertação da Palestina (OLP; em árabe: منظمة التحرير الفلسطينية) (Escutarⓘ) é uma organização política e paramilitar tida pela Liga Árabe desde outubro de 1964 como a "única representante legítima do povo palestino".
Fundada durante um encontro de 422 figuras nacionais palestinas em Jerusalém, em maio de 1964, depois de uma decisão anterior da Liga Árabe, sua meta era a libertação da Palestina através da luta armada. O estatuto original da OLP, promulgado em 28 de maio do mesmo ano, declara que a "Palestina, com as fronteiras que existiam no tempo do Mandato Britânico, é uma unidade regional integral" e que o objetivo da organização é "proibir a existência e a atividade" do sionismo. Também advoga o direito de retorno e a autodeterminação dos palestinos. O Estado palestino não é mencionado, embora em 1974 a organização tenha passado a reclamar um Estado independente no território do Mandato Britânico.
O grupo utilizou-se de táticas de guerrilha para atacar Israel a partir de suas bases na Jordânia, Líbano e Síria, assim como de dentro da Faixa de Gaza e da Cisjordânia. A OLP foi considerada tanto pelos Estados Unidos quanto por diversos outros países ocidentais como uma organização terrorista, até a Conferência de Madri, em 1991, e por Israel até 1993, pouco antes dos acordos de Oslo.[carece de fontes?]
Em 1988, a OLP passou a apoiar oficialmente uma solução bi-estatal, com israelenses e palestinos vivendo lado a lado, de acordo com certas exigências específicas, tais como fazer de Jerusalém Oriental a capital do Estado palestino e conceder aos palestinos o direito ao retorno às terras ocupadas por palestinos antes das guerras de 1948 e 1967 com Israel.
Em 1993, o então presidente da OLP, Yasser Arafat, reconheceu o Estado de Israel numa carta oficial ao primeiro-ministro daquele país, Yitzhak Rabin. Em resposta à iniciativa de Arafat, Israel reconheceu a OLP como a representante legítima do povo palestino. Arafat foi presidente do Comitê Executivo da OLP de 1969 até a sua morte, em 2004. Foi sucedido no cargo por Mahmoud Abbas (também conhecido como Abu Mazen).[carece de fontes?]

## Partidos membros
| Partido | Partido                                           | Ideologia                                        | Espectro         |
| ------- | ------------------------------------------------- | ------------------------------------------------ | ---------------- |
|         | Fatah                                             | Social-democracia, Secularismo                   | Centro-esquerda  |
|         | Frente Popular para a Libertação da Palestina     | Nacionalismo, Comunismo, Marxismo-leninismo      | Extrema-esquerda |
|         | Frente Democrática para a Libertação da Palestina | Nacionalismo, Maoismo, Marxismo-leninismo        | Extrema-esquerda |
|         | Frente pela Libertação da Palestina               | Nacionalismo árabe, Pan-arabismo                 | Esquerda         |
|         | União Democrática Palestiniana                    | Socialismo científico, Secularismo               | Esquerda         |
|         | Partido Popular da Palestina                      | Comunismo, Socialismo, Marxismo-leninismo        | Extrema-esquerda |
|         | As-Sa'iqa                                         | Nacionalismo, Pan-arabismo, Baathismo, Assadismo | Esquerda         |
|         | Frente de Libertação Árabe                        | Nacionalismo, Baathismo, Saddamismo              | Esquerda         |
|         | Frente da Luta Popular Palestiniana               | Socialismo, Nacionalismo                         | Esquerda         |
|         | Frente Árabe Palestiniana                         | Nacionalismo, Nacionalismo árabe, Pan-arabismo   | Centro-esquerda  |